# Cartulaire de Quimper
Le cartulaire de Quimper, en fait le cartulaire de la cathédrale Saint-Corentin de Quimper rédigé en latin et daté de 1363. Trois exemplaires, légèrement différents, se trouvent à la Bibliothèque nationale (Latin 9892). Il a fait l'objet d'une publication en 1909 par le chanoine Peyron.

## Description
Le cartulaire comporte à son début une lettre d'ordre de Alain, évêque de Quimper, qui lui tient lieu de préface.
C'est un volume de 69 pages de parchemin, haut de 27,7 cm et large de 20,4 cm, qui contient de nombreux documents reliés dans le désordre  sous la Restauration car il était alors en piteux état (les feuilles étaient éparses). Il s'agit d'une compilation rédigée au milieu du XIIIe siècle d'actes divers concernant les évêques et le chapitre de la cathédrale Saint-Corentin, l'acte le plus ancien remontant à 1169.
Son texte (en latin) est désormais consultable sur Internet.